# Jernhusen
Jernhusen AB  ist eine schwedische Aktiengesellschaft im Eigentum des Staates, das Immobilien besitzt und verwaltet, die für die schwedische Eisenbahn von Bedeutung sind oder waren. Das umfasst Bahnhöfe, Bürogebäude, Güterterminale und Werkstätten. Jernhusen AB wurde 2001 im Zuge der Privatisierung der schwedischen Staatsbahnen gebildet und übernahm deren Immobilien. Jernhusen AB war bis 2009 ein Teil der Holdinggesellschaft Swedcarrier AB, als die Muttergesellschaft aufgelöst und in Jernhusen AB inkorporiert wurde.
Jernhusen AB besaß am 30. Juni 2013 237 Immobilien im Wert von 10,4 Milliarden SEK und besitzt 2018 160 Immobilien mit einem Marktwert von 16,2 Mrd. SEK, davon wertmäßig etwa ¾ in den drei Großstädten Stockholm, Göteborg und Malmö.
Während Büro- und Geschäftsflächen in größeren Bahnhöfen an verschiedene Unternehmen vermietet werden, hat das Unternehmen in den letzten Jahren kleinere Bahnhöfe verkauft.
37 Bahnhöfe waren Ende 2020 im Besitz von Jernhusen, ebenso 21 Depots und Betriebswerkstätten.
2013 hatte das Unternehmen 265 Mitarbeiter, 2018 nur noch rund 200.